# Костри-Літва
Костри-Літва (пол. Kostry-Litwa) — село в Польщі, у гміні Нові Пекути Високомазовецького повіту Підляського воєводства.
Населення — 131 особа (2011).
У 1975-1998 роках село належало до Ломжинського воєводства.

## Демографія
Демографічна структура станом на 31 березня 2011 року:
|          | Загалом | Допрацездатний вік | Працездатний вік | Постпрацездатний вік |
| -------- | ------- | ------------------ | ---------------- | -------------------- |
| Чоловіки | 61      | 18                 | 31               | 12                   |
| Жінки    | 70      | 24                 | 31               | 15                   |
| Разом    | 131     | 42                 | 62               | 27                   |